# William Rutherford
William Rutherford (1798 - 1871) was een Engels wiskundige. Hij is vooral bekend om zijn berekening in 1841 van de wiskundige constante π in 208 cijfers, waarvan er later slecht de eerste 152 correct bleken. Hiermee brak hij het wereldrecord van die tijd dat de Sloveense wiskundige Jurij Vega sinds 1789 in handen had met 126 cijfers correct. Vanaf 2002 is het huidige wereldrecord in handen van de Japanse wiskundige Yasumasa Kanada die de eerste 1,2411 biljoen cijfers correct berekende.
Rutherford gebruikte de volgende formule:
{\displaystyle {\pi  \over 4}=4\arctan \left({1 \over 5}\right)-\arctan \left({1 \over 70}\right)+\arctan \left({1 \over 99}\right)}